# Wilhelm Fröhner
Wilhelm Fröhner, nome completo Christian Eduard Ludwig Wilhelm (Karlsruhe, 17 agosto 1834 – Parigi, 22 maggio 1925), è stato un archeologo e numismatico tedesco che ha lavorato a lungo in Francia.

## Biografia
Fröhner studiò alle università  di Bonn, Friburgo e Gottinga. Già durante il suo periodo si studi a Friburgo ebbe dal granduca Federico I di Baden l'incarico di catalogare la collezione di antichità che si trovava a Karlsruhe. Fröhner eseguì questo incarico, con l'approvazione degli esperti; i due cataloghi, sulle statue e sui vasi e terrecotte, apparvero nel 1860 e Fröhner ottenne dal granduca una borsa di studio per una permanenza di sei mesi in Francia, dove rimase dal 1859 fino alla sua morte. Lavorò dal 1962 nel dipartimento delle antichità greco-romane del museo imperiale del Louvre, dove fu nominato conservatore.
In seguito, dal 1863 al 1866 fu lettore per l'imperatore Napoleone III che lo utilizzò per i suoi studi scientifici. Dal 1866 divenne cittadino francese e dal 1868 ebbe la legione d'onore.
Durante la guerra franco-prussiana, del 1870/71, in quanto „tedesco“, perse il suo impiego al Louvre. Dopo il 1871 visse come insegnante privato a Parigi e compilò dei cataloghi di antichità per collezionisti privati e mercanti di arte.
Fröhner compilò numerose edizioni di epigrafi, cataloghi di collezioni private e pubbliche, documenti su temi archeologici, storici e numismatici. Le sue opere più note sono l'edizione della colonna di Traiano (cinque volumi con 220 tavole) e la raccolta Les musées de France, in cui descrisse opere di marmo, bronzi e terrecotte fino ad allora inedite. Inoltre partecipò al grande progetto  Inscriptiones Graecae della Preußische Akademie der Wissenschaften, che lo nominò nel 1910 membro corrispondente.
Nel 1927, l'eredità di Wilhelm Fröhner, con circa 8000 volumi della sua biblioteca privata, tra cui rari opuscoli del XVI secolo e manoscritti orientali, arrivò alla biblioteca di Weimar. Parte degli altri sono andati perduti nel 2004 con l'incendio della Herzogin Anna Amalia Bibliothek. La sua collezioni di antichità la lasciò in eredità in eredità al Cabinet des Médailles della Biblioteca nazionale di Francia.